# Нерео Рокко
Нерео Рокко (італ. Nereo Rocco; нар. 20 травня 1912, Трієст, Австро-Угорщина — пом. 20 лютого 1979, Трієст, Італія) — італійський футболіст і футбольний тренер, який в Італії вважається винахідником тактики «справжнього» катеначо. Найгучніші успіхи Нерео Рокко як тренера пов’язані з клубом «Мілан». Італійським вболівальникам він також запам’ятався наполегливим використанням трієстської говірки у спілкуванні з пресою, що надавало його постаті додаткового колориту.

## Кар’єра гравця
Нерео Рокко народився 20 травня 1912 у Трієсті, який тоді входив до складу Австро-Угорщини. Після Першої світової війни місто перейшло до Італії. Нерео Рокко грав на позиції півзахисника спочатку в «Трієстіні» (235 матчів і 62 голи в Серії A), а потім — у «Наполі» і «Падові». Відразу після Другої світової війни протягом нетривалого часу він був граючим тренером у трієстському клубі «Лібертас», який виступав у тодішній Серії C, після чого закінчив грати і зосередився на тренерській кар’єрі. Всього за 11 сезонів у Серії A Рокко відіграв 287 матчів, забивши 69 голів.
У складі національної збірної Рокко виходив на поле єдиний раз у кваліфікаційному матчі до чемпіонату світу 1934 року проти Греції, який відбувся 25 березня 1934 року в Мілані, і відіграв лише один тайм.

## Тренерська кар’єра
Рокко увійшов до історії світового футболу як тренер, що запровадив в Італії тактичну схему катеначо. Ця тактика біла винайдена у Швейцарії в 1930-х роках Карлом Раппаном, але почала активно застосовуватися лише в 1960-х роках в італійському чемпіонаті, справивши значний вплив на подальший розвиток як італійського, так і світового футболу. Рокко почав експериментувати з катеначо відразу після війни, граючи в «Лібертас» на позиції ліберо; йому вдалося здобути сенсаційну перемогу в товариському матчі проти значно вищої класом «Трієстіни», головним тренером якої він став у наступному році. «Трієстіна» закінчила сезон 1946/47 років на останньому місці і шукала виходу з кризи, підсиленої скрутним становищем усього міста (до 1954 року місто перебувало під міжнародною окупацією, поки за володіння ним сперечалися Італія і Югославія). Завдяки новому молодому тренеру і новій прогресивній тактиці в наступному сезоні 1947/48 «Трієстіна» здійснила неймовірний ривок і посіла в чемпіонаті друге місце, поступившись лише «Торіно», незаперечному лідеру італійського футболу післявоєнної доби. Буркотливий, суворий і, за чутками, ніколи не задоволений своїми гравцями, Рокко став для них чимось на зразок суворого батька, дещо ексцентричного, але надзвичайно любимого; завдяки своїй звичці розмовляти колоритною трієстською говіркою він майже відразу здобув прізвисько «el paròn» (трієстським діалектом «хазяїн», «патрон»), яка супроводжувала його все подальше життя.
У двох наступних  сезонах поспіль (1948/49 і 1949/50) «Трієстіна» посіла в чемпіонаті досить успішне восьме місце. У 1950 році Рокко залишив клуб і перейшов до команди Серії B «Тревізо»; причини цього переходу так і залишилися остаточно невідомими. Після двох сезонів у «Тревізо», не відзначених особливими успіхами, в 1952 році Рокко повернувся до «Трієстіни» в Серії A, але знову залишив клуб після домашньої поразки «Мілану» з рахунком 0:6.
Без роботи він залишався недовго і був запрошений до «Падови», яка зазнала важких невдач і опинилася на дні турнірної таблиці в Серії B. Нерео Рокко врятував клуб від вибуття до Серії C, залучивши до команди талановитих гравців. В наступному сезоні Рокко укріпляв команду, готуючи її до прориву до еліти італійського футболу — Серії A, який відбувся в сезоні 1954/55. Під час зимової паузи в чемпіонаті в цьому сезоні Рокко вдалося придбати Івано Блазона, з яким він уже працював у «Трієстіні» під час її найбільшого успіху, а також Сільвано Моро і Джованні Аццині. Сезон 1957/58 «Падова» завершила третьою, а в наступних сезонах опинялася біла середини турнірної таблиці, на безпечній відстані від «зони вильоту».
Після «Падови» Рокко деякий час очолював італійську олімпійську збірну, а в 1961 році підписав контракт з «Міланом». Вже в перший його сезон на посаді головного тренера клубу «Мілан» здобув своє восьме скудетто, розпочавши один з найуспішніших періодів у своїй історії; головними архітекторами цього успіху на полі стали Джанні Рівера і бразилець Жозе Алтафіні. У наступному сезоні «Мілан» першим з італійських команд здобув Кубок європейських чемпіонів, перемігши на лондонському стадіоні «Вемблі» португальську «Бенфіку», за яку грав знаменитий Еусебіу.
Після цих тріумфів Рокко на чотири сезони перейшов до «Торіно». Хоча під керуванням Рокко «Торіно» не здобув титулів, він показав найкращі результати з 1949 року, коли вся команда клубу (тоді — незаперечного лідера італійського футболу) загинула в авіакатастрофі.
У сезоні 1967/68 Рокко повернувся до «Мілана», з яким у цьому сезоні здобув одночасно і скудетто, і Кубок володарів кубків. У наступному році «Мілан» виборов спочатку Кубок європейських чемпіонів, а потім і Міжконтинентальний кубок, подолавши за результатом двох матчів аргентинський Естудьянтес. У ці роки Рокко посприяв кар’єрі свого земляка воротаря Фабіо Кудічіні та шведа Курта Гамріна, якого знав ще по «Падові» в 1957/58 роках.
Під час наступних трьох сезонів «Мілан» під керівництвом Нерео Рокко здобув Кубок володарів кубків в 1973 і Кубок Італії в 1972 і 1973 роках. У 1973 році Рокко перейшов до «Фіорентіни», яку тренував протягом одного сезону, після чого завершив активну тренерську кар’єру. У наступні роки він працював у «Мілані» технічним консультантом.
Тривалий час Нерео Рокко утримував рекорд кількості матчів в Серії A в ролі тренера, поки у 2006 році цей рекорд не перевершив Карло Маццоне.

## Тренерські досягнення
- Міжконтинентальний кубок: 1969 (з «Міланом»)
- Кубок європейських чемпіонів: 1962–63, 1968–69 (з «Міланом»)
- Кубок володарів Кубків: 1967–68, 1972–73 (з «Міланом»)
- Чемпіон Італії: 1961–62, 1967–68 (з «Міланом»)
- Кубок Італії: 1971–72, 1972–73, 1976–77 (з «Міланом»)

## Стадіон
Ім’ям Нерео Рокко був названий новий стадіон у Трієсті місткістю 30000 глядачів. Стадіон, відкритий 18 жовтня 1992 року, є базовим стадіоном футбольного клубу «Трієстіна», з яким пов’язана значна частина спортивної кар’єри Нерео Рокко, як гравця, так і тренера.